# SMS Bussard
Le SMS Bussard est un croiseur non protégé, navire de tête de sa classe construit pour la Kaiserliche Marine pendant les années 1880.

## Historique

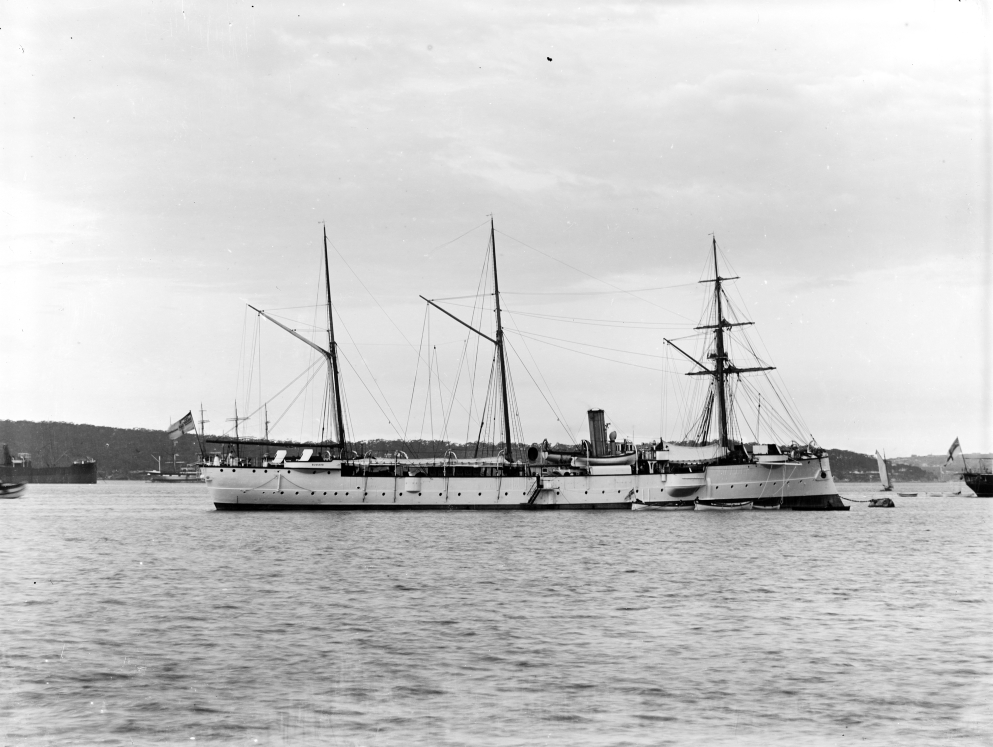
Le Bussard à Sydney dans les années 1890.

Le Bussard servit à l'étranger la majeure partie de sa carrière, notamment au sein de l'escadre d'Extrême-Orient au milieu des années 1890 et en Afrique orientale allemande la première décennie du 20e siècle. Ayant eu une carrière relativement paisible, sa seule action majeure fut lors de son affectation en Asie en 1894. Il participa en effet à la répression d'une révolte locale dans les Samoa. En 1910, il retourna en Allemagne où il servit durant deux ans. Le Bussard fut retiré du service en octobre 1912 et mis au rebut l'année suivante à Hambourg.